# Phaeacius canalis
Phaeacius canalis là một loài nhện trong họ Salticidae.
Loài này thuộc chi Phaeacius. Phaeacius canalis được Fred R. Wanless miêu tả năm 1981.